# Културни споменици Власине
Власинско језеро је подручје које се одликује значајним културним споменицима. Најзначајније културни споменици у близини језера су Манастир Ваведења Пресвете Богородице у Паљи, Црква св.Архангела Гаврила у Колуници, Црква Светог Илије на Власини Рид. Поред наведених културних вредности, велики значај имају и  основне школе на Власини.

## Најзначајнији културни споменици Власине
- Манастир Ваведења Пресвете Богородице у Паљи
- Црква  св. Архангела у Колуници
- Црква Светог Илије на Власини Рид
- Основне школе на Власини

### Манастир Ваведења Пресвете Богородице
Манастир Ваведења Пресвете Богородице налази се у селу Паља у близини Власинског језера (10 км од језера).  Сматра се да је настао 818. године, а обновљен у XIII веку. 
Манастир Ваведења Пресвете Богородице у Паљи, као и други манастири уништени су у време Првог светског рата. Манастир је веома значај културни споменик јер његов изглед, камене плоче, иконе, фреске говоре много о времену у коме је настао. 
Храм је једнобродан, са олтаром, две бочне апсиде полукружног облика и припратом. Најстарији део цркве је покривен каменим плочама, а припрата и бочне апсиде ћерамидом.Фрескописан је, а на спољном зиду се налазила дрвена плоча исписана старословенским писмом. Бугари су, градећи припрату, премалтерисали срењевековне византијске фреске непроцењиве вредности и на новом малтеру насликали нове врло ниског квалитета.
У његовој близини се налази извор за чију воду постоји веровање да је лековита. Многи долазе да се умију или понесу воду, а нарочито помаже код болести очију. Једни овај извор зову извор Свете Петке, док га други називају извором Светог Саве, а трећи извором Пресвете Богородице. Народ овог краја, према предању, прича да је манастир једном посетио и Свети Сава, и то 1236. године када се враћао из Цариград и ишао у Бугарску да саопшти Бугарима да је за њих од Никејског патријарха издејствовао патријаршију.
Обнова манастира и изградња конака започета је  октобра 2005. године, а пут до самог манастира асфалтиран је пре пар година.
Године 2006. најпре су извршена археолошка ископавања у самом храму и са спољне стране. Ископавања су радили археолози Завода за заштиту споменика културе из Ниша. После тога су започели радови на самом храму и манастирском конаку. Што се храма тиче, урађен је дренажни прстен око њега, затим је обновљена припрата, урађен полукружни бетонски кров на припрати и избетониран под цркве. Што се конака тиче, започет је нови манастирски конак, и то на темељима старог, првобитног конака који је пао. Изградња је завршена 2016. године.

### Црква св.Архангела Гаврила у Колуници
У близини Власине налази се Црква Архангела Гаврила у селу Колуница.
Према предању, црква је саграђена између 1870. и 1875. године, на темељима византијске светковине или на новим темељима. Поред цркве  се налази извор за који се верује да је лековит.
Црква је у прошлости више пута пропадала и обнављана. Најновија обнова је била 2003. године. Село је остало без сталних становника, једино у летњим месецима у овом селу дође неколико људи, међу којима су и они који су помогли у израдњи цркве. 

### Црква Светог Илије на Власини Рид
У близини Власинског језера налази се и Црква Светог Илије у селу Власина Рид. Сваке године 02.августа на Власини се одржава "Сабор Свети Илија", туристичка, културна и верска манифестација.

### Школе на Власини
У прошлом веку у школама на Власини постојале су две матичне осмогодишње школе, преко 1200 редовних ђака. 
На основу истраживања  Бранислава Михајловића 2000.године основну школу на Власини похађа само 42 ученика од првог до осмог разреда, од којих је на Округлици 26, на Риду 4, а на Стојковићевој 12 ученика.
На основу истраживања у школској 2016/2017 години утврђено је да број деце у Власинским школама не прелази 20. На Власини Стојковићевој школу похађа само један ученик, на Власини Округлици 13 ученика, док  на Власини Рид нема ученика (школа не ради од 2006. године).  
Школа на Власини некада  је радила у две смене, а имала је три учитеља који су живели у близини школе.
У школском дворишту на Власини Стојковићевој налазе се две школске зграде, а између зграда налази се мала књижара, библиотека.
Школе на Власини носиле су назив „Бошко Буха“, касније је назив школе промењен у „Академик Ђорђе Лазаревић“.